# Jacques-Nicolas Lemmens
Jacques-Nicolas Lemmens, niederländisch Jaak Nikolaas Lemmens, (* 3. Januar 1823 in Zoerle-Parwijs bei Westerlo; † 30. Januar 1881 in Zemst bei Mechelen) war ein belgischer Organist und Komponist.

## Leben
Lemmens erhielt seinen ersten Orgelunterricht bei seinem Vater, einem Dorforganisten, und bei dem Organisten von Diest, van den Broeck. Seit 1839 besuchte er das Konservatorium in Brüssel, wo er von dessen erstem Direktor, François-Joseph Fétis, unterrichtet wurde. Fétis schickte Lemmens auch nach Breslau, damit er sich bei Adolf Friedrich Hesse mit der bachschen Orgeltradition vertraut machen konnte.
Nachdem er mehrere Preise für Komposition, Orgel- und Klavierspiel gewonnen hatte (darunter 1847 den zweiten Preis beim renommierten Prix de Rome belge für seine Komposition Le roi Lear), war Lemmens von 1849 bis 1869 Lehrer für Orgel am Brüsseler Konservatorium.
1852 unternahm Lemmens eine Konzertreise nach Paris, wo er in den Kirchen Saint-Vincent-de-Paul, La Madeleine und Saint-Eustache das Publikum mit seinen Orgelvorträgen in Erstaunen versetzte.
In der Folge reisten viele aufstrebende Organisten, z. T. unterstützt von Aristide Cavaillé-Coll, der ein großer Bewunderer Lemmens’ war, nach Brüssel, um sich ausbilden zu lassen. Zu Lemmens’ Schülern zählten Joseph Callaerts, Joseph Tilborghs, Clément Loret, Alphonse Mailly; später auch Alexandre Guilmant und Charles-Marie Widor als Privatschüler.
Letzterer berichtete später über Lemmens’ Spiel:

„Niemand, der Lemmens hörte, kann die Klarheit, die Kraft, die Großartigkeit seines Spiels vergessen – den kleinsten Details gab er Gewicht, doch ohne jemals das Stück als Ganzes aus den Augen zu verlieren.“

1857 heiratete Lemmens die englische Sopranistin Helen Sherrington (1834–1906) und verlagerte seinen Wirkungskreis nach den extrem erfolgreichen Konzertreisen der Vorjahre auf dem Kontinent mehr und mehr nach Großbritannien. 1869 legte er seine Professur am Brüsseler Konservatorium aus finanziellen Gründen nieder und siedelte nach London über. Auf Bitten des belgischen Episkopates kehrte er 1878 nach Belgien zurück, wo er in Mechelen eine Schule für Kirchenmusik, das später nach ihm benannte Lemmensinstituut, gründete. Diese besteht heute als musikalischer Zweig der belgischen LUCA School of Arts, der früheren Hogeschool voor Wetenschap & Kunst (WENK bzw. W&K) weiter, heißt nach ihm Lemmensinstitut und befindet sich in Löwen.
Bereits zuvor hatte er sich für die Restauration der Kirchenmusik eingesetzt. So hatte er 1862 seine École d'Orgue basée sur le Plain-Chant Romain herausgegeben, eine Orgelschule, die besonderes Gewicht auf die Bearbeitung des gregorianischen Chorals legte. Außerdem war er eines der prominentesten Mitglieder des von dem bedeutenden Trierer Choralforscher Michael Hermesdorff gegründeten Vereines zur Wiederherstellung des gregorianischen Chorals, dem auch Joseph Pothier aus der französischen Abbaye Saint-Pierre de Solesmes angehörte.

## Werke

### Orgelkompositionen
- Dix Improvisations dans le style sévère et chantant (1848)
- École d'Orgue, basée sur le plain-chant romain (Orgelschule, 1862), inkl.:

- Prélude zu 5 Stimmen (Grave) Es-Dur
- Prière (Moderato cantabile) E-Dur
- Fanfare (Allegro non troppo) D-Dur
- Cantabile (Allegretto) h-Moll
- Finale (Allegro) D-Dur

- Trois Sonatas (1874):

- Sonate Nr. 1 "Pontificale" d-Moll

1. Allegro moderato
2. Adagio
3. Marche Pontificale (Maestoso)
4. Fuga (Fanfare)
- Sonate Nr. 2 "O Filii" e-Moll

1. Prélude (Allegro non troppo)
2. Cantabile (Andante)
3. Fuga (Allegro con fuoco)
- Sonate Nr. 3 "Pascale" a-Moll

1. Allegro
2. Adoration (Andante sostenuto)
3. Finale "Alleluia" (Maestoso recitando - Allegro)

### Harmoniumkompositionen
- Morceaux pour Orgue-Mélodium

### Chorwerke
- Messe in B-Dur für Tenor, Bass und Orgel
- Messe in F für gemischten Chor (SABar) und Orgel
- Große Messe für Männerchor TBB
- Ave verum für Männerchor und Orgel
- Tantum ergo für Männerchor und Orgel
- Ave Maria für Männerchor und Orgel
- O Sanctissima für Männerchor